# 1918 Aiguillon
Az 1918 Aiguillon (ideiglenes jelöléssel 1968 UA) a Naprendszer kisbolygóövében található aszteroida. Guy Soulié fedezte fel 1968. október 19-én.